# 艾因哈傑爾區
34°45′31″N 0°08′40″E / 34.7586°N 0.1444°E
艾因哈傑爾區（阿拉伯语：‎），是阿爾及利亞的行政區，位於該國西北部，由賽伊達省負責管轄，首府設於艾因哈傑爾，面積2,107平方公里，2008年人口为54,680人，人口密度每平方公里26人。